# Blepharandra angustifolia
Blepharandra angustifolia är en tvåhjärtbladig växtart som först beskrevs av Carl Sigismund Kunth, och fick sitt nu gällande namn av W.R. Anderson. Blepharandra angustifolia ingår i släktet Blepharandra och familjen Malpighiaceae. Inga underarter finns listade i Catalogue of Life.